# 新京阪鉄道P-4形電車

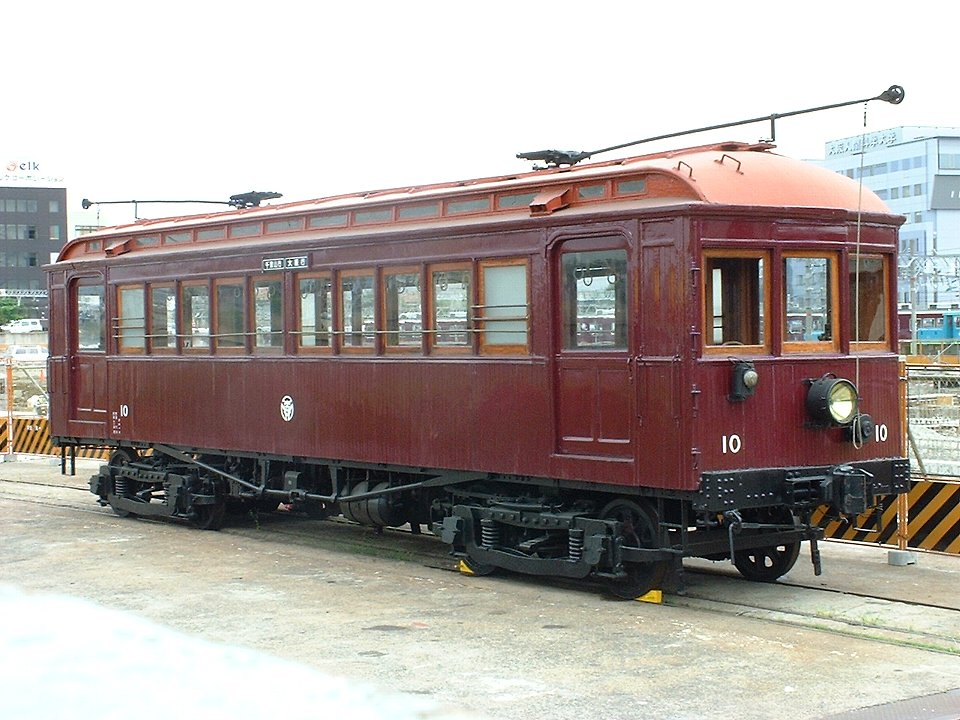
正雀工場に保存されているP-5（10）形電車

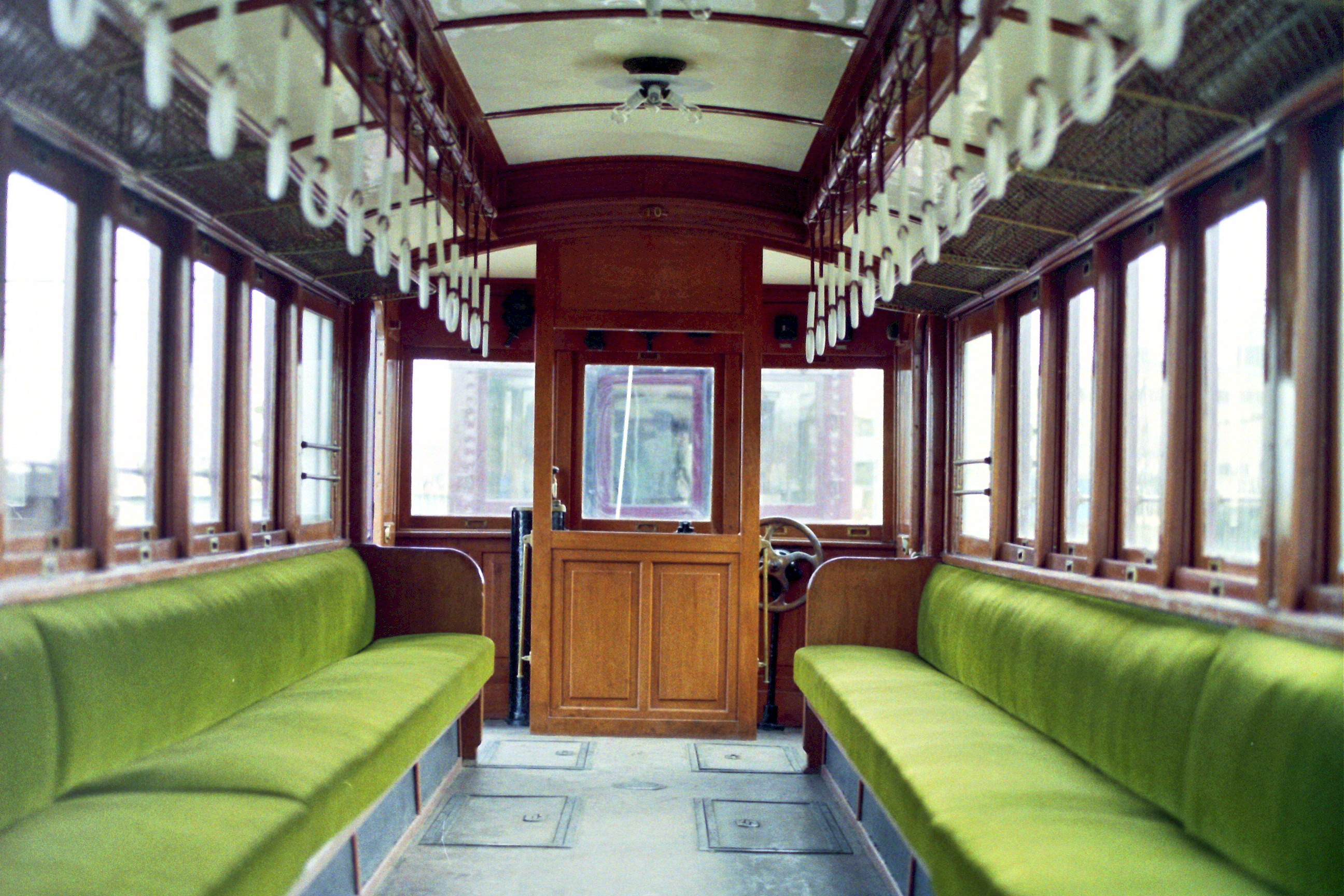
保存車車内

新京阪鉄道P-4形電車（しんけいはんてつどうP-4がたでんしゃ）は、阪急京都線の前身となる新京阪鉄道が1925年に導入した電車である。新京阪として最初に製造された電車となり、千里山線を中心に使用された。
本項では後のフロ50形となるP-5形電車、譲渡先の能勢電鉄（当時の能勢電気軌道）の10・20形についても記述する。

## 概要
千里山線の天神橋駅 - 淡路駅間延伸を機に登場し、4次に渡って製造された。ダブルルーフの木造車で、前面は丸みを帯びた3枚窓となっていた。
1次車は9 - 13の5両で製造は梅鉢鉄工所、番号は1形（P-1）の追番である。集電装置はトロリーポール、電装品は東洋電機製48kWモーター及びES形電動カム軸式主制御器を装備し、ブレーキはSME非常直通ブレーキ、台車はアメリカ・J.G.Brill社製Brill 27-MCB-1を採用した。部内呼称はP-4であり、P-2・P-3の呼称は使用されていない。
1926年に増備された2次車は14 - 18の5両で製造は汽車製造、部内呼称はP-5Aである。台枠の構造が変更され、幕板の凹みがなくなった。
1927年には3次車として19 - 28の10両が製造されたが、製造所は19 - 21が田中車輛、22 - 24が梅鉢鉄工所、25 - 28が汽車製造の3社に分かれている。台車も19 - 23が住友のKS30L、24 - 28が汽車製造のブリル形となっている。1次車・2次車では正面中央の窓の上部が1段高くなっていたが、3次車では左右と同じ高さになった。部内呼称はP-5Bである。
1929年には、制御車50形として51 - 56の6両が田中車輛で製造された。部内呼称はP-5Tである。

## 変遷
1928年の本線部分開業を控え、P-4・P-5の1500Vへの昇圧改造が行われた。集電装置はパンタグラフ化、大阪寄りの床下端部に電動発電機を設置、出入口には本線用のP-6の車幅に合わせたステップが設けられた。
1929年6月、鉄道省からの指示を受けて付与した形式呼称として、P-4・P-5の電動車には「デロ」、付随車には「フロ」が制定された。同時に電動車の9・10は29・30に改番され、電動車はデロ10形11 - 30となった。この頃にはP-4・P-5のグループはP-5と総称されるようになった。
51 - 56は21 - 26の大阪方に連結したMc-Tcの編成を組んでいたほか、Mc-Mc同士の2両編成も見られた。1932年3月より順次貫通化工事が行われ、車両間が幌で結ばれた。同時にドアエンジンの整備も進められ、貫通化工事は1938年頃に一段落した。
1936年4月6日、25と55が千里山駅で焼失した。この2両の代替として200形が製造されている。
1944年3月、千里山線でP-5による3両編成運転が開始された。貫通化工事も再開され、50形は54を除く全車が両貫通となっている。29・30は嵐山線で使用されたが、戦後に貫通化工事を行い千里山線へ移動した。
1956年より、千里山線でP-5の4両編成運転が実施され、対応工事が行われた。MGの負荷軽減のため車内灯は直流点灯の蛍光灯となり、SME方式のブレーキ装置には電磁給排弁が付加された。その後も正面腰板の鉄板化、通風器の撤去、モニターの明かり窓の撤去、台車振替などの改造が行われている。
1957年より能勢電気軌道へ14両が譲渡・貸与された。最後は嵐山線用として15、16、26、56の4両が残り、電動車1両を予備とした3両編成で使用された。これらは1963年に廃車され、阪急線から姿を消した。

## 能勢電への譲渡
能勢電気軌道へは1957年に8両が譲渡、1961年には6両が貸与された。移籍した車両は集電装置が再びトロリーポールに変更された。
その後京阪神急行電鉄（のちの阪急電鉄）から320形が入線したのに伴い、再びパンタグラフに交換され、一時は3両編成化の計画も出たが、500形の借り入れが具体化したために廃車されることとなり、1967年までに全車廃車された。なお、阪急より借り入れた車両は1966年に返却され、直ちに廃車された（実車は平野車庫で解体された）。

## 保存車
30は旧車番10として1963年に原型に復元し、正雀工場に保存されている。当初は宝塚ファミリーランド内ののりもの館（旧・電車館）に保存されたが、同館の閉鎖に伴い正雀工場に移動した。
また、能勢電気軌道に譲渡された車両のうち3両が、電動貨車への改造を前提に平野車庫に留置されていたが、1975年頃に解体されている。